# Lygistorrhina cerquerai
Lygistorrhina cerquerai är en tvåvingeart som beskrevs av Lane 1958. Lygistorrhina cerquerai ingår i släktet Lygistorrhina och familjen Lygistorrhinidae. Inga underarter finns listade i Catalogue of Life.